# Зайберт, Йохен
Йохен «Noel Pix» Зайберт (род. 25 марта 1972, Мюнхен, ФРГ) — немецкий музыкант; бывший ведущий гитарист и программист NDH-группы Eisbrecher, также являлся сооснователем наряду с Алексом; бывший клавишник и сессионный гитарист Megaherz. Выпускает собственные треки под псевдонимом «Housemaster Kinky J». Создаëт немецкоязычные кавер-версии известных композиций из аниме, например, Digimon или Dragon Ball Z.